# Патерно-Калабро
Патерно-Калабро (італ. Paterno Calabro, сиц. Patiernu) — муніципалітет в Італії, у регіоні Калабрія, провінція Козенца.
Патерно-Калабро розташоване на відстані близько 440 км на південний схід від Рима, 50 км на північний захід від Катандзаро, 8 км на південь від Козенци.
Населення — 1342 особи (2023).
Щорічний фестиваль відбувається другої неділі dopo Pasqua. Покровитель — San Francesco di Paola.

## Демографія
Населення за роками:

Станом на 1 січня 2023 року в муніципалітеті офіційно проживало 37 іноземців з 6 країн, серед них 13 громадян країн Євросоюзу та 14 громадян України.

## Сусідні муніципалітети
- Бельсіто
- Козенца
- Діпіньяно
- Доманіко
- Фільїне-Вельятуро
- Маліто
- Мангоне
- Марці
- П'яне-Краті
- Санто-Стефано-ді-Рольяно